# Luận sư
Luận sư (zh. 論 師, sa. ābhidharmika, pi. ābhidhammika) là một Tỉ-khâu hoặc Tỉ-khâu-ni chuyên nghiên cứu A-tì-đạt-ma. Danh từ Luận sư được dịch theo cách dịch nghĩa của A-tì-đạt-ma là Luận, Luận tạng. 
- Như thế người chuyên học Kinh tạng là một Pháp sư.
- Và vị chuyên học Luật tạng là một Luật sư. Điều đó không có nghĩa rằng, họ không học Kinh và Luật của Tam tạng. Theo truyền thống, Phật Thích-ca được xem là Luận sư đầu tiên mặc dù Luận tạng được Kết tập sau khi Phật nhập Niết-bàn.

Trong thời Phật giáo nguyên thủy (Thượng toạ bộ), các vị Luận sư thường có nhiều uy tín hơn các vị tăng sĩ khác. Trong chuyến hành hương Ấn Độ, Pháp Hiển có kể lại về một Bảo Tháp chỉ được xây dựng nhằm tán thán A-tì-đạt-ma và được các Luận sư hành lễ trong những ngày nhất định.
Dần dần, danh từ Luận sư được dùng chỉ những Cao tăng với những bài luận giải (sa. śāstra), đóng góp lớn cho sự phát triển của tư tưởng Phật giáo. Các vị như Long Thụ, Thế Thân, Vô Trước… đều được gọi là Đại luận sư.